# Les Sièges
Les Sièges är en kommun i departementet Yonne i regionen Bourgogne-Franche-Comté i norra Frankrike. Kommunen ligger i kantonen Villeneuve-l'Archevêque som tillhör arrondissementet Sens. År 2022 hade Les Sièges 427 invånare.

## Befolkningsutveckling
Antalet invånare i kommunen Les Sièges
| Referens: INSEE |